# Téton de Vénus
Pour les articles homonymes, voir Téton de Vénus.
Le téton de Vénus est un sommet culminant à 1 669 mètres d'altitude dans les monts du Cantal. Il se situe entre les vallées de l'Alagnon (commune de Laveissière) et de la Santoire (commune de Lavigerie).

## Toponymie
Son nom est issu de sa forme en téton.

## Géographie

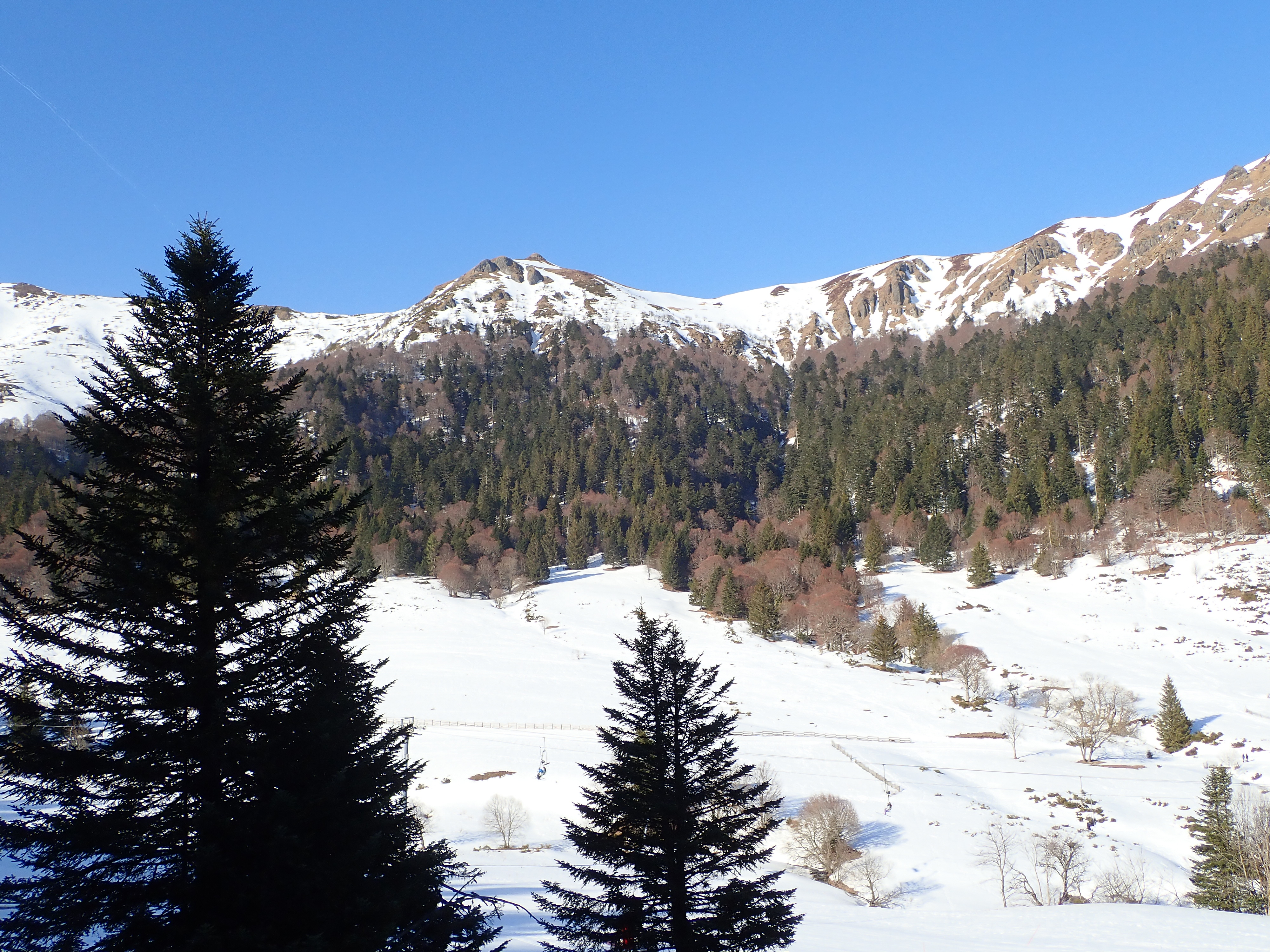
Le téton de Vénus et le cirque de Font d'Alagnon.

Le téton de Vénus se situe dans la partie orientale du stratovolcan du Cantal. Comme beaucoup de sommets proches (puy Bataillouse, puy de Seycheuse, Bec de l'Aigle), il est formé d'un empilement de coulées trachyandésitiques, témoins des phases d'activité très violentes qu'a connues le stratovolcan entre 8,5 et 6,5 Ma, et qui se présentent ici sous la forme de brèches.
Au sud, ce petit sommet domine le cirque glaciaire de Font d'Alagnon, où la rivière l'Alagnon prend sa source (font signifiant « source », « fontaine », en occitan).

## Accès
Le sentier de grande randonnée 400 est l'unique accès au sommet.